# Футаками, Тацуя
Тацуя Футаками (яп. 二上達也 Футаками Тацуя) (2 января 1932, Хакодате, Хоккайдо, Япония — 1 ноября 2016) — японский профессиональный игрок в сёги, 9 дан. Ученик Тоити Ватанабэ, почётного 9 дана. Учитель Ёсихару Хабу 9 дана — сильнейшего сёгиста современности.
В 2002 году был награждён орденом Восходящего солнца

## Биография
В 1950 г. поступил в Сёрэйкай. В этом же году получил 4 дан, став профессиональным игроком.
В 1956 г. получил 8-й дан, вошёл в лигу класса А, в 1957 г. — 9-й дан.
В 1989—2002 гг. — президент Японской ассоциации сёги.
В 1990 г. завершил свою профессиональную игровую карьеру.

## Титулы
- Осё: 1962.
- Кисэй: 1-е полугодие[3] 1966, 2-е полугодие 1980, 1-е и 2-е полугодия 1981.

Всего титулов: 5, участий в финалах титульных матчей: 26.
Побед в нетитульных матчах: 5.